# Thom Yorke
Thomas Edward "Thom" Yorke (Wellingborough, 7 de outubro de 1968) é um músico inglês, que é o principal vocalista e compositor da banda de rock Radiohead. Ele toca guitarra, baixo, teclado e outros instrumentos, e é conhecido por seu falsete. A Rolling Stone descreveu Yorke como um dos maiores e mais influentes cantores de sua geração.
Yorke formou o Radiohead com colegas de escola na Abingdon School em Oxfordshire. Eles ganharam notoriedade com seu single de estreia, "Creep", e passaram a alcançar aclamação e vendas de mais de 30 milhões de álbuns. As primeiras influências de Yorke incluíram bandas de rock alternativo como Pixies e R.E.M. Com o quarto álbum do Radiohead, Kid A (2000), Yorke mudou-se para a música eletrônica, influenciado por bandas da Warp como Aphex Twin. Durante a maior parte de sua carreira, ele trabalhou com o produtor Nigel Godrich e o artista de capa Stanley Donwood.
O trabalho solo de Yorke compreende principalmente música eletrônica. Seu álbum solo de estreia, The Eraser, foi lançado em 2006. Para tocá-lo ao vivo, ele formou uma nova banda, Atoms for Peace, com músicos como Godrich e o baixista do Red Hot Chili Peppers, Flea. Eles lançaram um álbum, Amok, em 2013. O segundo álbum solo de Yorke, Tomorrow's Modern Boxes, foi lançado em 2014, seguido por Anima em 2019. Em 2021, Yorke estreou uma nova banda, The Smile, com o guitarrista do Radiohead Jonny Greenwood e o baterista Tom Skinner; eles lançaram três álbuns. Yorke colaborou com artistas como PJ Harvey, Björk, Flying Lotus, Modeselektor e Mark Pritchard, e compôs para cinema e teatro, incluindo os filmes Suspiria (2018) e Confidenza (2024).
Yorke é um ativista em nome de causas ambientais, de justiça comercial e anti-guerra, e suas letras incorporam temas políticos. Ele tem sido crítico da indústria musical, particularmente de grandes gravadoras e serviços de streaming como o Spotify. Com o Radiohead e seu trabalho solo, ele empregou plataformas de lançamento alternativas como pague quanto quiser e BitTorrent. Ele foi introduzido no Hall da Fama do Rock and Roll como membro do Radiohead em 2019.

## Início de vida
Yorke nasceu em 7 de outubro de 1968 em Wellingborough, Northamptonshire. Ele nasceu com um olho esquerdo paralisado e passou por cinco cirurgias oculares aos seis anos de idade. De acordo com Yorke, a última cirurgia foi "malfeita", dando-lhe uma pálpebra caída. Ele decidiu não fazer mais cirurgia: "Decidi que gostava do fato de não ser a mesma coisa, e tenho gostado desde então. E quando as pessoas dizem coisas, eu meio que penso que é um símbolo de orgulho, e ainda penso."
A família se mudava com frequência. Pouco depois do nascimento de Yorke, seu pai, um físico nuclear e mais tarde um vendedor de equipamentos químicos, foi contratado por uma empresa na Escócia. A família viveu em Lundin Links em Fife até Yorke completar sete anos, e ele se mudou de escola para escola. A família se estabeleceu em Oxfordshire em 1978, onde Yorke frequentou a escola primária em Standlake.
Yorke disse que sabia que se tornaria uma estrela do rock depois de ver o guitarrista do Queen, Brian May, na televisão pela primeira vez aos oito anos de idade. Ele inicialmente queria ser um guitarrista em vez de um cantor, mas começou a cantar porque não tinha mais ninguém para cantar as músicas que estava escrevendo. Ele recebeu sua primeira guitarra quando criança. Aos 10, ele fez sua própria guitarra, inspirado no Red Special caseiro de May. Aos 11, ele se juntou à sua primeira banda e escreveu sua primeira música. Ver Siouxsie Sioux em um show no Apollo em 1985 o inspirou a se tornar um artista; Yorke disse que nunca tinha visto ninguém "cativar o público como ela".
Yorke frequentou a escola particular para meninos Abingdon em Oxfordshire. Ele se sentia deslocado, e se envolvia em brigas físicas com outros alunos. Ele encontrou refúgio nos departamentos de música e arte, e escreveu música para uma produção escolar de Sonho de uma noite de verão. Na escola, ele fez um recital vocal de uma peça de Schubert, o que o ajudou a encontrar a confiança para se tornar um cantor. Terence Gilmore-James, o diretor musical de Abingdon, lembrou Yorke como "desamparado e um pouco isolado" graças à sua aparência incomum, mas falante e opinativo. Ele disse que Yorke "não era um grande músico", ao contrário de seu futuro companheiro de banda Jonny Greenwood, mas um "pensador e experimentador". Yorke mais tarde creditou o apoio de Gilmore-James e do chefe do departamento de arte por seu sucesso. Yorke teve aulas de violão clássico com seu futuro companheiro de banda Colin Greenwood.

### 1985–1991: On a Friday

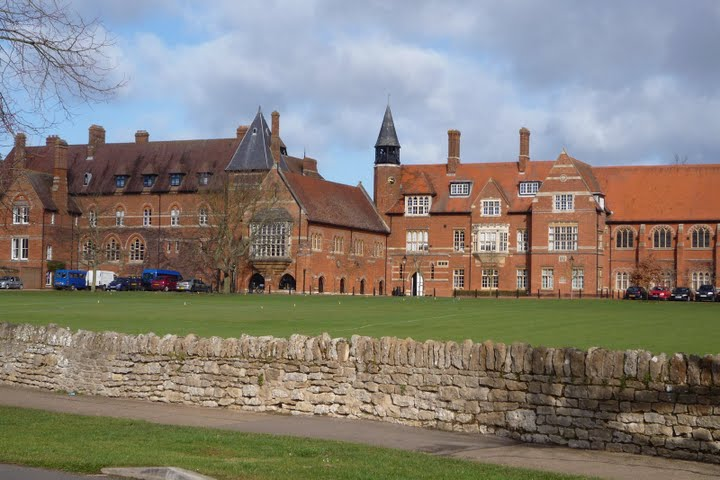
Abingdon School, Oxfordshire, onde Yorke formou o Radiohead com colegas de classe

No sexto ano em Abingdon, Yorke tocou com uma banda punk, TNT, mas saiu quando ficou insatisfeito com o progresso deles. Ele começou a tocar com Colin Greenwood, Ed O'Brien e Philip Selway, acompanhado mais tarde pelo irmão mais novo de Colin, Jonny. Em 1985, eles formaram uma banda, On a Friday, nomeada em homenagem ao único dia em que tinham permissão para praticar. De acordo com Selway, enquanto cada membro contribuía com canções no período inicial da banda, Yorke emergiu como o principal compositor.
Depois de deixar Abingdon, Yorke tirou um ano sabático e tentou se tornar um músico profissional. Ele teve vários empregos, incluindo um período vendendo ternos e trabalhando em um escritório de arquitetura, e fez uma fita demo. Ele também se envolveu em um grave acidente de carro que influenciou as letras de canções posteriores, incluindo o lado B do The Bends "Killer Cars" (1995) e "Airbag" de OK Computer (1997). No final da década de 1980, Yorke fez um álbum solo, Dearest, que O'Brien descreveu como semelhante à The Jesus and Mary Chain, com efeitos de delay e reverb.
Com a força de sua primeira demo, On a Friday recebeu uma oferta de contrato de gravação da Island Records, mas os membros decidiram que não estavam prontos e queriam ir para a universidade primeiro. Yorke queria se inscrever em St John's para estudar inglês na Universidade de Oxford, mas, ele disse, "me disseram que eu não poderia nem me inscrever - eu era muito burro. A Universidade de Oxford teria me devorado e me cuspido para fora. É muito rigoroso." Ele também considerou estudar música, mas não conseguia ler partituras.
No final de 1988, Yorke deixou Oxford para estudar inglês e belas artes na Universidade de Exeter. On a Friday entrou em hiato, além dos ensaios durante os intervalos. Em Exeter, Yorke tocou música experimental com um conjunto clássico, tocou em um grupo de techno chamado Flickernoise, e tocou com a banda Headless Chickens, tocando músicas incluindo material futuro do Radiohead. Ele também conheceu Stanley Donwood, que se tornaria o artista cover do Radiohead, e sua futura esposa, Rachel Owen. De acordo com Yorke, suas pinturas em Exeter eram "uma merda"; ele foi rejeitado por seus colegas de classe e "ficou ausente por três meses". Yorke creditou sua educação na escola de arte por prepará-lo criativamente para seu trabalho posterior.
Em uma sexta-feira, a atividade foi retomada em 1991, quando a maioria dos membros estava terminando seus cursos. Ronan Munro, o editor da revista musical de Oxford Curfew, deu à banda sua primeira entrevista enquanto eles dividiam uma casa em Oxford. Ele lembrou: "Thom não era como ninguém que eu já havia entrevistado antes... Ele estava tipo 'Isso vai acontecer... O fracasso não é uma opção.' ... Ele não era uma diva delirante ou um megalomaníaco, mas ele estava tão focado no que queria fazer."

## Carreira

### 1991–1993: "Creep" e ascensão à fama
Em 1991, quando Yorke tinha 22 anos, On a Friday assinou com a EMI e mudou seu nome para Radiohead. Eles ganharam notoriedade com seu single de estreia, "Creep", que apareceu em seu álbum de estreia de 1993, Pablo Honey. Yorke se cansou de "Creep" depois que se tornou um sucesso, e disse à Rolling Stone em 1993: "É como se não fosse mais nossa música ... Parece que estamos fazendo um cover."
De acordo com Yorke, nessa época ele "apertou o botão de autodestruição bem rápido". Ele tentou se projetar como uma estrela do rock e bebia muito, muitas vezes ficando bêbado demais para se apresentar. Yorke disse: "Quando voltei para Oxford, eu estava insuportável... Assim que você faz sucesso, você desaparece na sua própria bunda." Anos depois, Yorke disse que achou difícil lidar com o sucesso do Radiohead: "Fiquei bravo... Fiquei mais controlador. Coloquei minhas mãos no volante e fiquei com os nós dos dedos brancos, e não me importei com quem eu machucasse ou com o que eu dissesse." Mais tarde, ele se desculpou com seus companheiros de banda por seu comportamento.

### 1994–1997:The Bends
Paul Q. Kolderie, o coprodutor de Pablo Honey, observou que a composição de Yorke melhorou dramaticamente depois de Pablo Honey. O'Brien disse mais tarde: "Depois de toda aquela turnê com Pablo Honey ... as músicas que Thom estava escrevendo eram muito melhores. Ao longo de um período de um ano e meio, de repente, bang."
A gravação do segundo álbum do Radiohead, The Bends (1995), foi estressante, pois eles se sentiram pressionados a lançar uma continuação de "Creep". Yorke em particular lutou. De acordo com o co-empresário da banda, Chris Hufford, "Thom ficou totalmente confuso sobre o que queria fazer, o que estava fazendo em uma banda e em sua vida, e isso se transformou em uma desconfiança de todos os outros." Yorke disse que tinha um "profundo medo de ter tanto a provar". The Bends foi projetado por Nigel Godrich, que se tornou um dos colaboradores mais antigos de Yorke.
The Bends recebeu aclamação e trouxe ao Radiohead maior atenção internacional. Influenciou uma geração de artistas de rock alternativo britânicos e irlandeses; The Observer escreveu que popularizou um "falsete carregado de angústia" que "eventualmente se fundiu em uma década inteira de som". A banda de rock americana R.E.M., uma grande influência no Radiohead, os escolheu como banda de apoio para sua turnê europeia. Yorke fez amizade com o cantor Michael Stipe, que lhe deu conselhos sobre como lidar com a fama. Yorke se juntou ao R.E.M. para tocar sua música "E-Bow the Letter" em várias ocasiões de 1998 a 2004.

### 1997–1998:Ok Computer

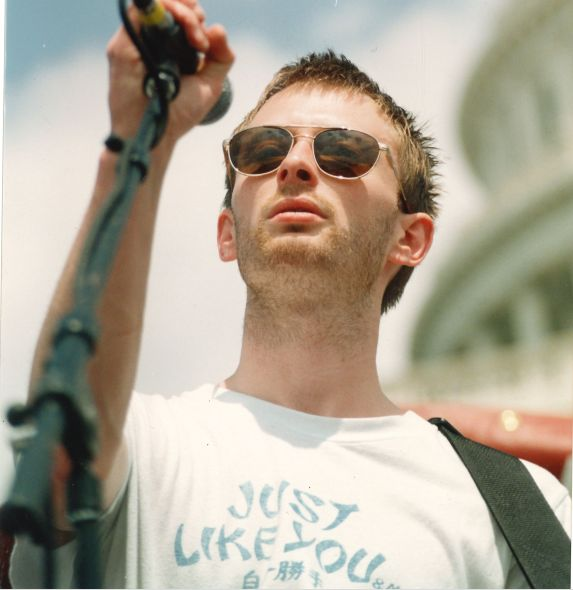
Yorke em 1998

Durante a produção do terceiro álbum do Radiohead, OK Computer (1997), os membros tinham opiniões diferentes e papéis de produção iguais, com Yorke tendo "a voz mais alta", de acordo com O'Brien. OK Computer alcançou aclamação e vendas fortes, estabelecendo o Radiohead como um dos principais grupos de rock da década de 1990.
Yorke lutou contra a atenção que o sucesso lhe trouxe e o estresse da turnê OK Computer. Colin Greenwood descreveu o "olhar distante" nos olhos de Yorke durante a apresentação e disse "ele absolutamente não queria estar lá... Você odeia ter que fazer seu amigo passar por essa experiência". Yorke disse mais tarde:
| “ | Quando eu era criança, sempre presumi que [a fama] iria responder a algo – preencher uma lacuna. E isso faz exatamente o oposto. Acontece com todo mundo. Eu estava tão motivado por tanto tempo, como um animal do caralho, e então acordei um dia e alguém tinha me dado uma pequena placa de ouro para OK Computer e eu não consegui lidar com isso por eras. | ” |

Em 1997, Yorke forneceu backing vocals para um cover da canção de 1975 do Pink Floyd "Wish You Were Here" com Sparklehorse. No ano seguinte, ele fez um dueto em "El President" com Isabel Monteiro do Drugstore, e cantou na faixa de Unkle "Rabbit in Your Headlights", uma colaboração com DJ Shadow. A Pitchfork citou "Rabbit in Your Headlights" como um "ponto de virada" para Yorke, prenunciando seu trabalho em música eletrônica experimental.
Para a trilha sonora do filme Velvet Goldmine de 1998, Yorke, Jonny Greenwood, Andy Mackay do Roxy Music e Bernard Butler do Suede formaram uma banda, a Venus in Furs, para fazer covers de músicas do Roxy Music. Em 2016, a Pitchfork escreveu que Yorke "estranhamente parece o elo fraco", com vocais discretos que não lembravam o cantor do Roxy Music, Bryan Ferry.

### 1999–2004:Kid A, AmnesiaceHail to the Thief

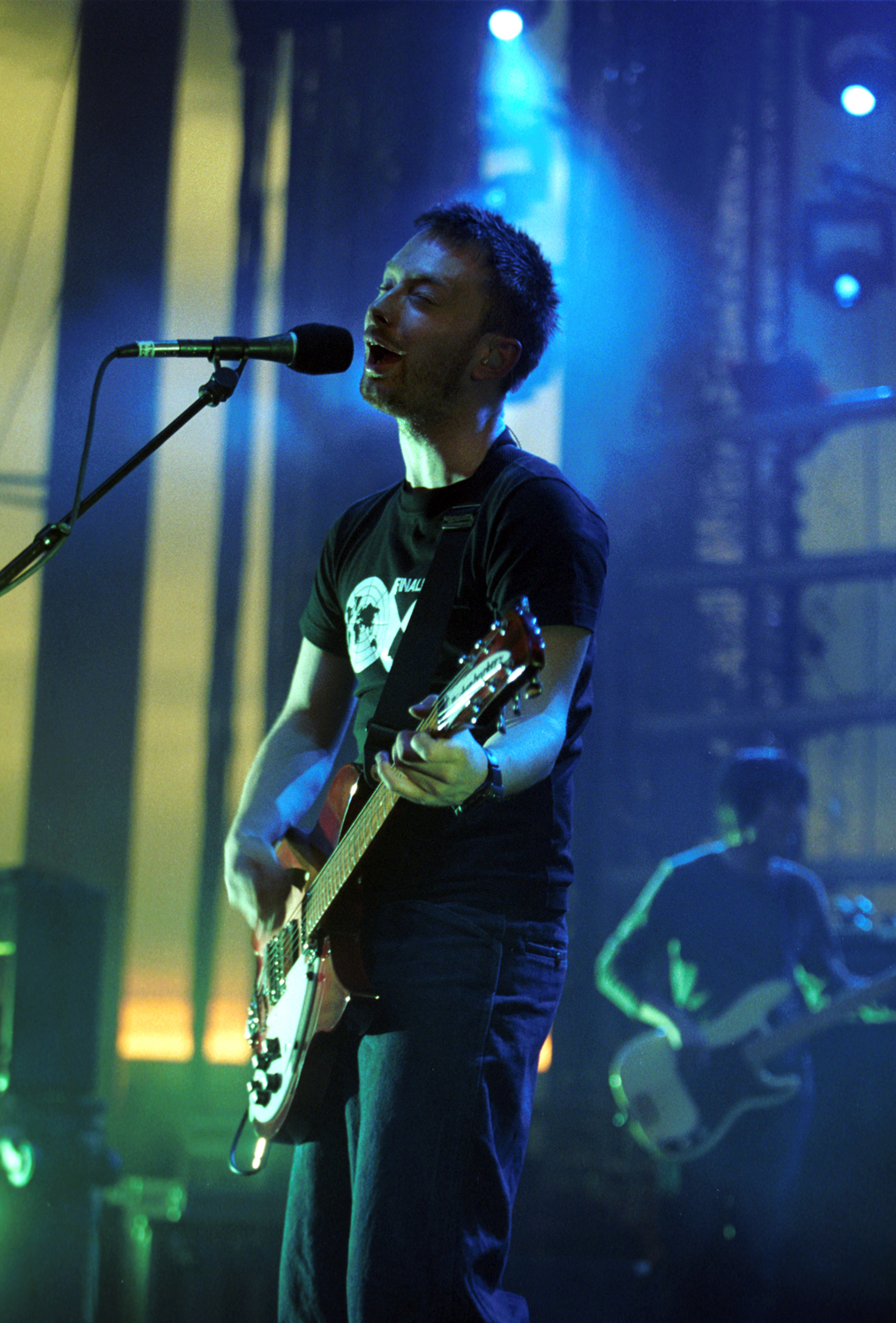
Yorke em 2001

Após a turnê OK Computer, Yorke sofreu um colapso mental e descobriu que era impossível escrever novas músicas. Ele sofreu a síndrome do impostor e tornou-se autocrítico e excessivamente analítico. Ele foi abordado para compor a trilha sonora do filme Fight Club de 1999, mas recusou porque estava se recuperando do estresse.
Por volta desse período, surgiram bandas influenciadas pelo Radiohead, como Travis e Coldplay. Yorke se ressentia deles, sentindo que o haviam copiado. Ele disse em 2006: "Fiquei muito, muito chateado com isso, e tentei o meu melhor para não ficar, mas sim, foi meio que - esse tipo de coisa de perder o ponto completamente." Godrich sentiu que Yorke era hipersensível e disse a ele que não inventou "caras cantando em falsete com um violão acústico". Ele viu o ressentimento de Yorke como "um subproduto de estar tão focado no que queria fazer que ele acha que é a única pessoa que já teve essa ideia".
Para se recuperar, Yorke mudou-se para Cornualha e passou um tempo caminhando pelos penhascos, escrevendo e desenhando. Ele restringiu suas composições ao piano; a primeira música que escreveu foi "Everything in Its Right Place". Durante esse período, Yorke ouviu quase exclusivamente música eletrônica de artistas como Aphex Twin e Autechre, dizendo: "Foi revigorante porque a música era toda estruturada e não tinha vozes humanas. Mas eu me senti tão emocionado com isso quanto já me senti com música de guitarra." Yorke relaxou gradualmente e voltou a gostar de seu trabalho.
O Radiohead levou as influências eletrônicas de Yorke para seus próximos álbuns Kid A (2000) e Amnesiac (2001), processando vocais, obscurecendo letras e usando instrumentos eletrônicos como sintetizadores, drum machines e samplers. Os álbuns dividiram os ouvintes, mas foram comercialmente bem-sucedidos e mais tarde atraíram aclamação. Kid A foi nomeado o melhor álbum da década pela Rolling Stone e Pitchfork.
Em 2000, Yorke contribuiu com vocais para três faixas do álbum Stories from the City, Stories from the Sea de PJ Harvey, e fez um dueto com Björk em sua canção "I've Seen It All" de seu álbum de trilha sonora Selmasongs. Em 2002, Yorke se apresentou no Bridge School Benefit, um concerto beneficente organizado pelo compositor canadense Neil Young, uma das influências de Yorke. Seu set incluiu um cover da canção de Young de 1970 "After the Gold Rush", tocada no piano em que Young a escreveu.
O Radiohead lançou seu sexto álbum, Hail to the Thief, uma mistura de rock e música eletrônica, em 2003. Yorke escreveu muitas de suas letras em resposta à guerra contra o terror e ao ressurgimento da política de direita no Ocidente após a virada do milênio, e sua mudança de visão de mundo após se tornar pai. Yorke e Jonny Greenwood contribuíram para o single do Band Aid 20 de 2004 "Do They Know It's Christmas?", produzido por Godrich.

### 2004–2008:The ErasereIn Rainbows
Yorke gravou seu primeiro álbum solo, The Eraser, durante o hiato do Radiohead em 2004. Ele compreende músicas eletrônicas gravadas e editadas com computadores. Yorke, que formou o Radiohead enquanto os membros estavam na escola, disse que estava curioso para tentar trabalhar sozinho. Ele enfatizou que o Radiohead não estava se separando e que o álbum foi feito "com a bênção deles". De acordo com Jonny Greenwood, o Radiohead estava feliz por Yorke fazer o álbum: "Ele ficaria louco se toda vez que escrevesse uma música tivesse que passar pelo consenso do Radiohead." Godrich disse que trabalhar com Yorke em The Eraser foi mais fácil do que trabalhar com o Radiohead, pois "quando estávamos em uma sala quando é com o Radiohead ... Estou tentando administrar um relacionamento entre [Yorke] e a banda e sou eu batendo de frente com ele e tentando trabalhar em nome da banda."
The Eraser foi lançado em 2006 pela gravadora independente XL Recordings, apoiado pelos singles "Harrowdown Hill", que alcançou a posição 23 no UK Singles Chart, e "Analyse". Alcançou o top dez no Reino Unido, Irlanda, Estados Unidos, Canadá e Austrália, e foi indicado ao Mercury Prize de 2006 e ao Grammy Awards de 2007 de Melhor Álbum de Música Alternativa. Foi seguido por uma compilação de lados B, Spitting Feathers, e um álbum de remixes de vários artistas, The Eraser Rmxs.
Em 2007, o Radiohead lançou de forma independente seu sétimo álbum, In Rainbows, como um download pague o quanto quiser, o primeiro para um grande ato. O lançamento foi manchete em todo o mundo e gerou debate sobre as implicações para a indústria musical. Yorke descreveu-o como uma declaração da crença do Radiohead no valor da música e um "contrato de fé" entre músicos e público. No mesmo ano, Yorke cantou na faixa "The White Flash" do Modeselektor do álbum Happy Birthday!. A Pitchfork comparou-o ao The Eraser e escreveu que os vocais de Yorke "funcionam tão perfeitamente que parece que esta é sua banda". Yorke também cantou backing vocals no single beneficente de Björk de 2008 "Náttúra".

### 2009–2010: Atoms for Peace

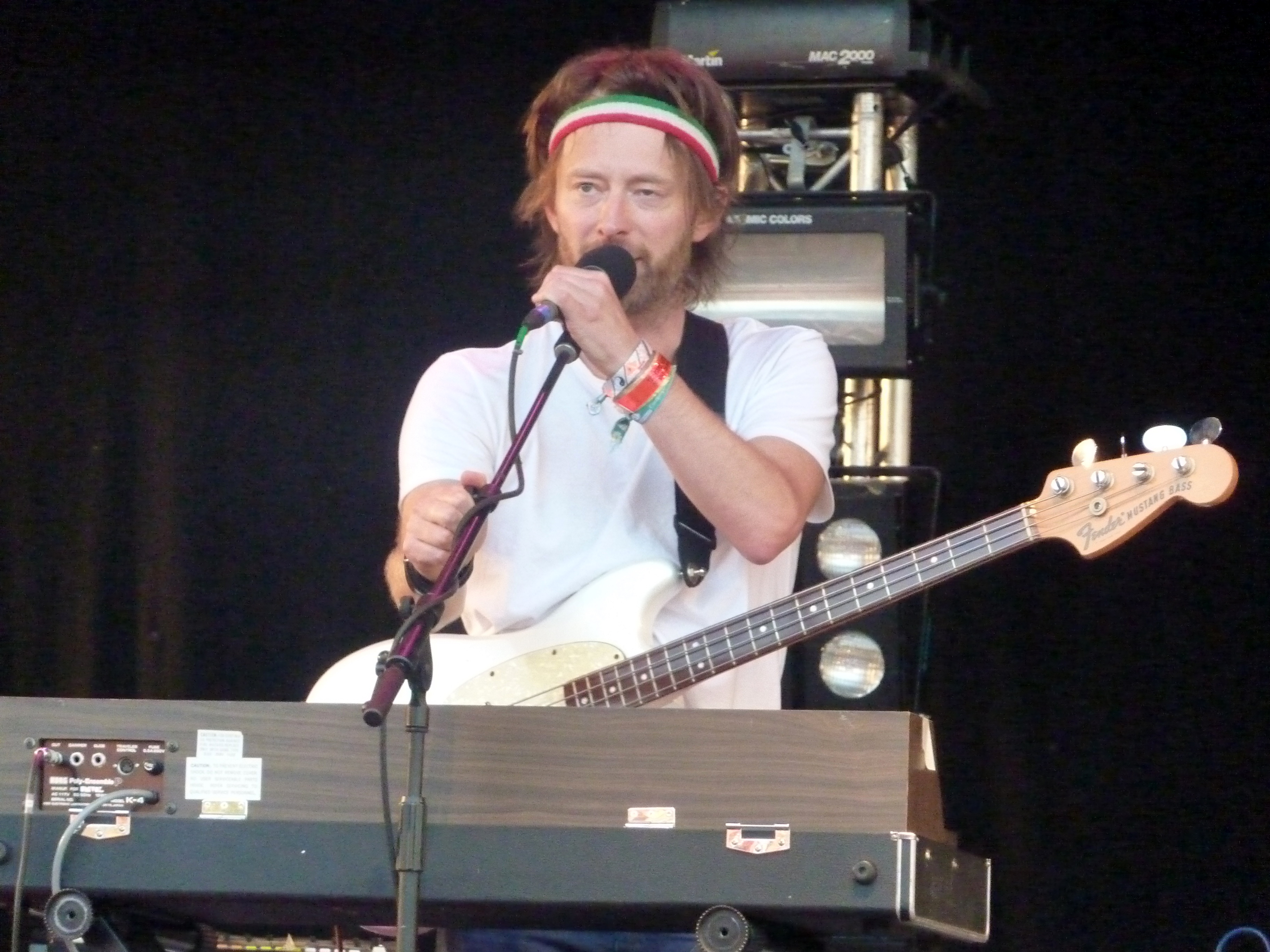
Yorke se apresentando no Festival de Glastonbury de 2010

Em 2009, Yorke lançou um cover da música "All for the Best" do Miracle Legion com seu irmão, Andy, para a compilação Ciao My Shining Star: The Songs of Mark Mulcahy. Em julho, Yorke se apresentou solo no Latitude Festival em Suffolk e lançou um single duplo A-side, "FeelingPulledApartByHorses/TheHollowEarth". Ele também contribuiu com a faixa "Hearing Damage" para a trilha sonora do filme Twilight Saga: New Moon.
Naquele ano, Yorke formou uma nova banda, Atoms for Peace, para tocar músicas do The Eraser. Ao lado de Yorke, a banda é composta por Godrich nos teclados e guitarra, o baixista Flea do Red Hot Chili Peppers, o baterista Joey Waronker e o percussionista Mauro Refosco do Forro in the Dark. Yorke disse: "Deus os abençoe, mas eu toco com [Radiohead] desde os 16 anos, e fazer isso foi uma viagem e tanto... Parecia que tínhamos feito um buraco na parede, e deveríamos simplesmente passar por ele."
Atoms for Peace realizou oito shows na América do Norte em 2010. Eles não foram nomeados nas primeiras apresentações, anunciados como "Thom Yorke" ou "??????". Em fevereiro, Yorke realizou um show beneficente no Cambridge Corn Exchange para o Partido Verde Britânico. Em junho, ele fez um show surpresa no Festival de Glastonbury com Jonny Greenwood, tocando músicas do The Eraser e do Radiohead.
Yorke criou dois remixes do single de 2010 "Gazzillion Ear" do rapper MF Doom. O segundo remix não foi lançado até 2021, após a morte de MF Doom. Yorke forneceu os vocais para "...And the World Laughs with You" do álbum Cosmogramma do Flying Lotus, e para "Shipwreck" e "This" no álbum Monkeytown do Modeselektor, ambos lançados em 2010. Ele se juntou ao Modeselektor para tocar "Shipwreck" no Coachella em abril de 2012. Junto com Damien Rice e Philip Glass, ele contribuiu para a trilha sonora do documentário de 2010 When the Dragon Swallowed the Sun.

### 2011–2013:The King of LimbseAmok

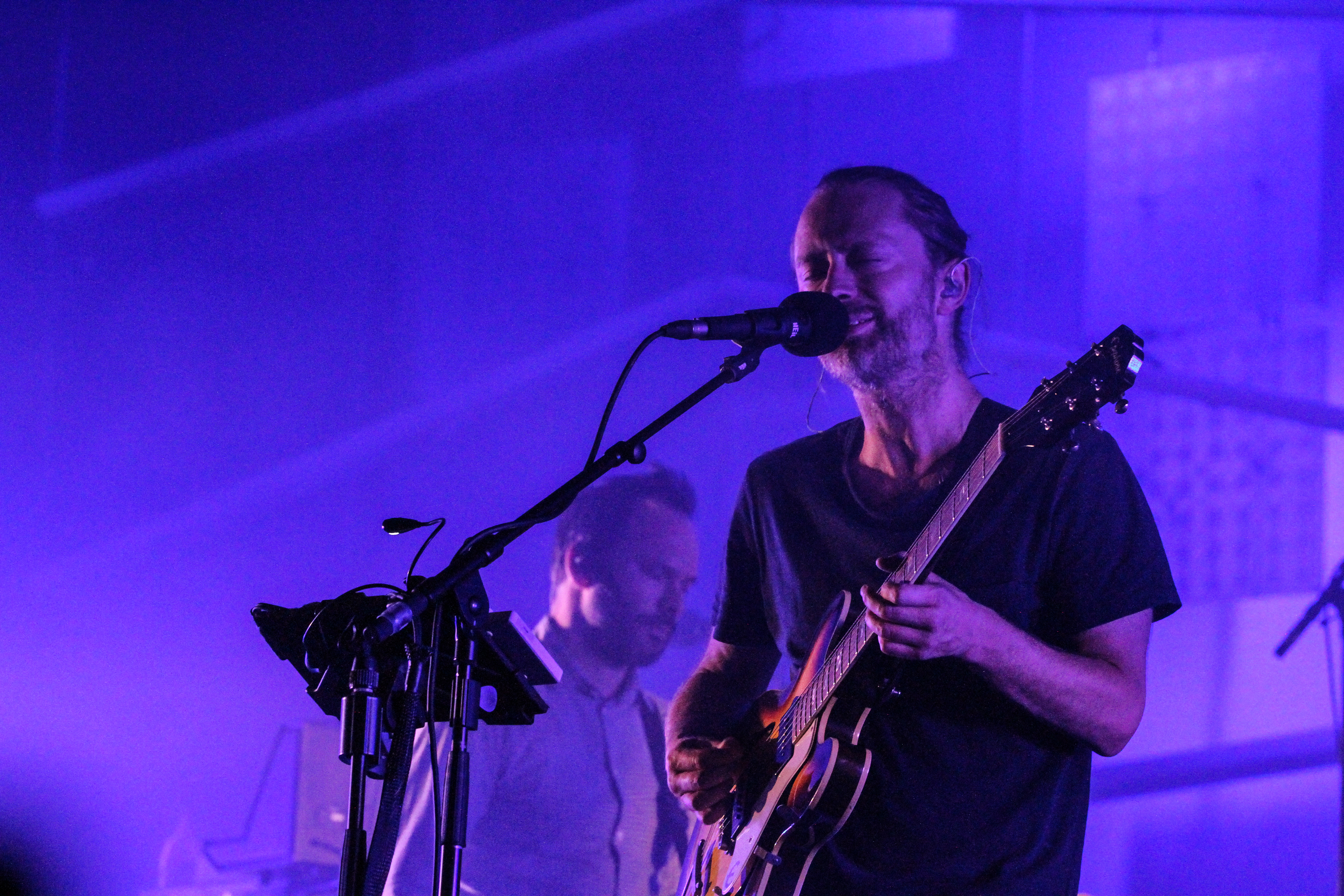
Yorke em concerto com o Atoms for Peace em 2013

Em 2011, o Radiohead lançou seu oitavo álbum, The King of Limbs, que Yorke descreveu como "uma expressão de movimentos físicos e selvageria". Yorke procurou se afastar ainda mais dos métodos convencionais de gravação. O videoclipe de "Lotus Flower", com a dança errática de Yorke, se tornou um meme da internet. Em 2011, o Radiohead havia vendido mais de 30 milhões de álbuns.
No mesmo ano, Yorke colaborou com os artistas eletrônicos Burial e Four Tet em "Ego" e "Mirror", e ele e Greenwood colaboraram com MF Doom em "Retarded Fren". Em 2012, Yorke contribuiu com música para um show da marca de moda Rag & Bone, e cantou em "Electric Candyman" no álbum Until the Quiet Comes do Flying Lotus. Ele também remixou o single "Hold On" do músico eletrônico SBTRKT, sob o nome de Sisi BakBak. Sua identidade não foi confirmada até setembro de 2014.
Em fevereiro de 2013, Atoms for Peace lançou um álbum, Amok, seguido por uma turnê pela Europa, EUA e Japão. Amok recebeu críticas geralmente positivas, embora alguns críticos achassem que era muito semelhante ao trabalho solo de Yorke. Naquele ano, Yorke e Jonny Greenwood contribuíram com música para The UK Gold, um documentário sobre evasão fiscal. A trilha sonora, descrita pela Rolling Stone como uma série de "paisagens sonoras minimalistas", foi lançada gratuitamente em fevereiro de 2015 por meio da plataforma de música online SoundCloud.

### 2014–2017:Tomorrow's Modern BoxeseA Moon Shaped Pool
Yorke lançou seu segundo álbum solo, Tomorrow's Modern Boxes, via BitTorrent em 26 de setembro de 2014. Tornou-se o álbum mais baixado em torrents de 2014 (excluindo pirataria), com mais de um milhão de downloads em seus primeiros seis dias. Yorke e Godrich esperavam usar o lançamento do BitTorrent para devolver "algum controle do comércio na internet às pessoas que estão criando o trabalho". Em dezembro de 2014, Yorke lançou o álbum na plataforma de música online Bandcamp junto com uma nova faixa, "Youwouldn'tlikemewhenI'mangry".
Em 2015, Yorke contribuiu com uma trilha sonora, Subterranea, para uma instalação de obras de arte do Radiohead, The Panic Office, em Sydney, Austrália. A trilha sonora foi composta de gravações de campo feitas no interior da Inglaterra e tocadas em alto-falantes em diferentes alturas com diferentes faixas de frequência. A estação de rádio Triple J descreveu-a como semelhante às seções ambientais de Tomorrow's Modern Boxes, com algumas seções faladas digitalmente semelhantes a "Fitter Happier" de OK Computer. A música não foi lançada. Em julho de 2015, Yorke se juntou à banda Portishead no Latitude Festival para apresentar sua música "The Rip".
Yorke compôs música para uma produção de 2015 da peça Old Times de Harold Pinter de 1971 pela Roundabout Theater Company na cidade de Nova York. O diretor descreveu a música como "primitiva, incomum ... O tipo de neurose dentro da música [de Yorke] certamente elucidou elementos da repetição compulsiva da peça." Naquele ano, Yorke se apresentou com Godrich e o artista audiovisual Tarik Barri no Latitude Festival no Reino Unido e no Summer Sonic no Japão.
O Radiohead lançou seu nono álbum, A Moon Shaped Pool, em 8 de maio de 2016. Vários críticos sentiram que suas letras foram coloridas pela separação de Yorke de sua parceira, Rachel Owen. Spencer Kornhaber do The Atlantic escreveu que A Moon Shaped Pool "faz mais sentido quando ouvido como um documento de um capítulo doloroso para um ser humano". Yorke contribuiu com os vocais e apareceu no vídeo de "Beautiful People" do álbum de 2016 de Mark Pritchard, Under the Sun. Em agosto de 2017, Yorke e Jonny Greenwood realizaram um show beneficente em Marcas, Itália, para ajudar nos esforços de restauração após o sismo de agosto de 2016 na Itália.

### 2018–2019:Suspiria
A primeira trilha sonora de longa-metragem de Yorke, Suspiria, composta para o filme de terror de 2018, foi lançada em 26 de outubro de 2018 pela XL. Foi o primeiro projeto de Yorke desde The Bends a não apresentar a produção de seu colaborador de longa data Nigel Godrich; em vez disso, foi produzido por Yorke e Sam Petts-Davies. Suspiria apresenta a London Contemporary Orchestra and Choir, e o filho de Yorke, Noah, na bateria. Yorke citou inspiração da trilha sonora de Blade Runner de 1982 e música do cenário de Berlim de Suspiria de 1977, como krautrock. As letras não seguem a narrativa do filme e foram influenciadas pelo discurso em torno do presidente Donald Trump e do Brexit. "Suspirium" foi indicada como Melhor Canção Escrita para Mídia Visual no Grammy Awards de 2020.
Yorke fez dois shows em 2017 e fez uma turnê pela Europa e pelos EUA em 2018. Naquele ano, ele e o artista Tarik Barri criaram uma exposição audiovisual, "City Rats", encomendada pelo Instituto de Som e Música de Berlim. I See You, um zine de edição limitada editado por Yorke com a Crack Magazine, foi publicado em setembro de 2018, com lucros doados ao Greenpeace. Yorke contribuiu com música para o curta-metragem de 2018 "Why Can't We Get Along?" para Rag & Bone.
Em 29 de março de 2019, Yorke foi introduzido no Hall da Fama do Rock and Roll como membro do Radiohead. Ele não compareceu à cerimônia de posse, citando diferenças culturais entre o Reino Unido e os EUA e sua experiência negativa no Brit Awards, "que é como esse tipo de acidente de carro bêbado no qual você não quer se envolver".

### 2019–2020:Anima
O terceiro álbum solo de Yorke, Anima, foi lançado em 27 de junho de 2019. Tornou-se o primeiro álbum número um de Yorke na parada dance/electronic albums da Billboard. No Grammy Awards de 2020, foi indicado para Melhor Álbum de Música Alternativa e Melhor Pacote de Edição Limitada em Caixa ou Especial. Philip Sherburne, da Pitchfork, escreveu que foi o álbum solo mais ambicioso e seguro de Yorke e o primeiro que parecia completo sem o Radiohead. O álbum foi acompanhado por um curta-metragem dirigido por Paul Thomas Anderson, que foi indicado ao Grammy de Melhor Filme Musical. Em agosto, Yorke lançou o EP Not the News Rmx, que compreende uma versão estendida da faixa "Not the News" do Anima, além de remixes de vários artistas. Uma turnê solo programada para começar em março de 2020 foi cancelada devido à pandemia de COVID-19.
Para o filme Motherless Brooklyn de 2019, Yorke escreveu "Daily Battles", com trompas de seu colega de banda do Atoms for Peace, Flea. O diretor, Edward Norton, convocou o músico de jazz Wynton Marsalis para reorganizar a música como uma balada que lembra Miles Davis dos anos 1950. Foi pré-selecionada para Melhor Canção Original no 92º Oscar. A primeira composição clássica de Yorke, "Don't Fear the Light", escrita para a dupla de piano Katia e Marielle Labèque, estreou em abril de 2019.
Em abril de 2020, Yorke cantou uma nova música de sua casa, "Plasticine Figures", para o The Tonight Show. No mesmo ano, ele colaborou com Four Tet e Burial novamente em "Her Revolution" e "His Rope", e remixou "Isolation Theme" do músico eletrônico Clark. Yorke disse que seu remix refletiu os bloqueios do COVID-19, "entrando em um novo tipo de silêncio".

### 2021–2022: The Smile

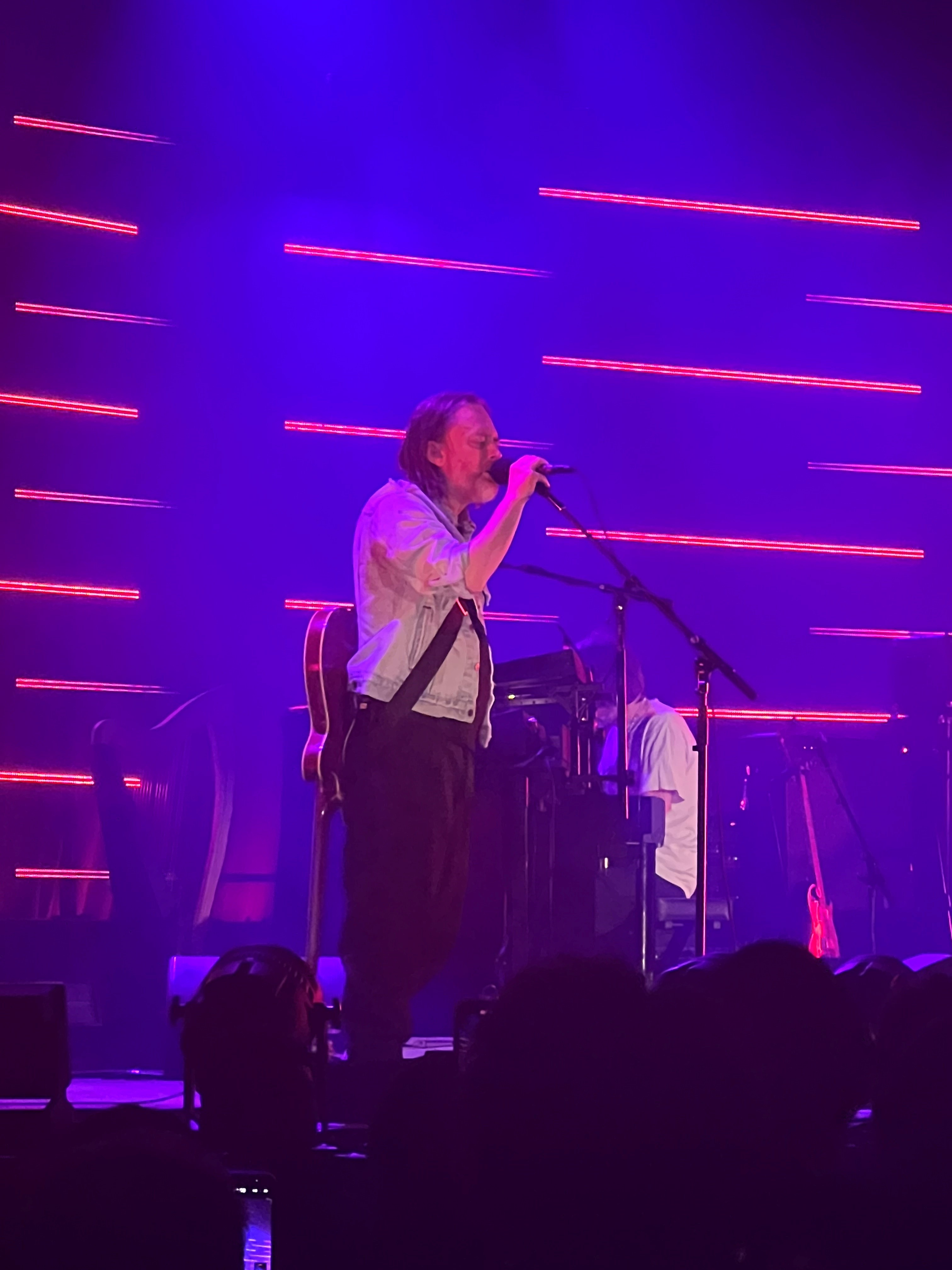
Yorke se apresentando com o The Smile em 2022

Em março de 2021, Yorke contribuiu com música para shows do estilista japonês Jun Takahashi, incluindo uma versão remixada de "Creep". Em maio, Yorke estreou uma nova banda, The Smile, com Jonny Greenwood e o baterista de jazz Tom Skinner, produzido por Godrich. Greenwood disse que o projeto foi uma forma de ele e Yorke trabalharem juntos durante os bloqueios da COVID-19. O The Smile fez sua estreia surpresa em uma apresentação transmitida pelo Festival de Glastonbury em 22 de maio, com Yorke cantando e tocando guitarra, baixo, sintetizador Moog e piano Rhodes. O crítico do The Guardian, Alexis Petridis, disse que o The Smile "soa como uma versão simultaneamente mais esquelética e complicada do Radiohead", explorando influências de rock mais progressivo com assinaturas de tempo incomuns, riffs complexos e psicodelia motorik "forte".
Em outubro de 2021, Yorke cantou uma música do The Smile, "Free in the Knowledge", no evento Letters Live no Royal Albert Hall, em Londres. No mesmo mês, Yorke e o artista da capa do Radiohead, Stanley Donwood, fizeram a curadoria de uma exposição de obras de arte e letras de Kid A na sede da Christie's em Londres, antes de um pacote relançado dos álbuns Kid A e Amnesia, Kid A Mnesia. A dupla também contribuiu com letras e artes para a Kid A Mnesia Exhibition, uma experiência digital gratuita para PlayStation 5, macOS e Windows.
Em 9 de abril de 2022, Yorke fez um concerto solo no festival Zeltbühne em Zermatt, Suíça, tocando músicas de toda a sua carreira. Em maio, o The Smile lançou seu álbum de estreia, A Light for Attracting Attention, e iniciou uma turnê europeia. Yorke escreveu duas canções, "5.17" e "That's How Horses Are", para a sexta temporada do drama de televisão Peaky Blinders, transmitido em 2022. Ele foi o produtor executivo de Sus Dog (2023), o décimo álbum de Clark, contribuindo com vocais e baixo e atuando como mentor dos vocais de Clark.

### 2023–presente: mais discos do The Smile,ConfidenzaeTall Tales
Em setembro de 2023, Yorke e Donwood exibiram uma seleção de obras de arte, The Crow Flies, em Londres. As pinturas, baseadas em mapas piratas islâmicos e cartas topográficas militares dos EUA da década de 1960, começaram como trabalho para A Light For Attracting Attention. The Smile fez uma turnê internacional entre 2022 e 2024. Em 2024, eles lançaram os álbuns Wall of Eyes e Cutouts, gravados simultaneamente.
Yorke compôs a trilha sonora do filme Confidenza de 2024 do cineasta italiano Daniele Luchetti. Apresenta a London Contemporary Orchestra e um conjunto de jazz, incluindo o colega de banda Smile de Yorke, Tom Skinner. Em 22 de abril, Yorke lançou duas faixas da trilha sonora, "Knife Edge" e "Prize Giving". A trilha sonora foi lançada em 26 de abril. Yorke produziu "Stepdaughter", uma canção escrita e interpretada por sua esposa, Dajana Roncione, e lançada em novembro de 2024. Foi escrita para o filme italiano Eterno Visionario, dirigido por Michele Placido e estrelado por Roncione. Em outubro, Yorke começou a turnê Everything pela Nova Zelândia, Austrália, Singapura e Japão, apresentando canções de toda a sua carreira.
Yorke colaborou novamente com o músico eletrônico Mark Pritchard para criar o álbum Tall Tales, com lançamento previsto para 9 de maio pela Warp Records. O projeto começou durante os bloqueios da COVID-19, com Pritchard e Yorke trocando gravações online. O primeiro single, "Back in the Game", foi lançado em 13 de fevereiro, seguido por "This Conversation Is Missing Your Voice" em 11 de março. Os singles foram acompanhados por vídeos criados por Jonathan Zawada.
Yorke deve retrabalhar o álbum Hail to the Thief do Radiohead para uma produção teatral de Hamlet anunciada em setembro de 2024. A produção é dirigida por Christine Jones e Steven Hoggett e programada para ser exibida no Aviva Studios, Manchester, de abril a maio de 2025, seguida pelo Royal Shakespeare Theatre em Stratford-upon-Avon em junho. Yorke disse que Hail to the Thief "condiz com a dor e a paranoia subjacentes" de Hamlet. Questionado em 2024 sobre o futuro do Radiohead, Yorke disse: "Acho que conquistamos o direito de fazer o que faz sentido para nós sem ter que nos explicar ou ser responsáveis pela ideia histórica de qualquer outra pessoa sobre o que deveríamos estar fazendo." This Is What You Get, uma exposição de obras de arte do Radiohead de Yorke e Donwood, deve ser exibida de agosto de 2025 a janeiro de 2026 no Ashmolean Museum em Oxford.

## Estilo

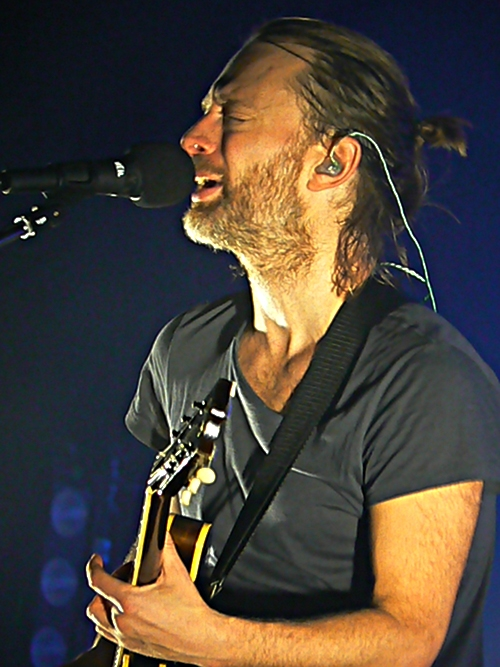
Yorke se apresentando com o Atoms for Peace em 2013

Yorke escreve as primeiras versões da maioria das músicas do Radiohead, depois das quais elas são desenvolvidas harmonicamente por Jonny Greenwood antes que os outros membros da banda desenvolvam suas partes. De acordo com Yorke, Greenwood é "mais impaciente" e ansioso para passar para a próxima ideia, enquanto ele gosta de editar e aperfeiçoar as músicas.
O trabalho solo de Yorke compreende principalmente música eletrônica. O Stereogum o caracterizou como "amplamente interior", "frígido" e "impulsionado pela batida", ao contrário dos "horizontes abertos" das canções do Radiohead, enquanto a Rolling Stone escreveu: "A música do Radiohead parece ter sido escrita para atrair as pessoas, enquanto o trabalho solo de Yorke com tendência eletrônica ... tende a manter o ouvinte a uma distância gelada."
Yorke trabalhou com o produtor Nigel Godrich na maioria de seus projetos, incluindo Radiohead, Atoms for Peace, o primeiro disco do Smile e a maioria de seu trabalho solo. Ele credita Godrich por ajudar a editar seu trabalho, identificando quais partes precisam de melhorias e quais têm potencial. Ele disse que às vezes eles tinham discussões que duravam dias, mas que sempre resolviam suas diferenças, e o comparou a um irmão. Godrich disse que a dupla era "muito produtiva juntos e isso é algo realmente precioso e importante e muda dentro do contexto de tudo o que estamos fazendo".
Yorke disse que a natureza de ser uma pessoa criativa era "manter a mente de um iniciante. A busca é o ponto. O movimento é o ponto. O processo é o ponto." Ele disse que costumava ser mais controlador no estúdio, mas aprendeu a ser mais relaxado e aberto a novas ideias. Ele comparou o processo criativo ao surfe: "Você pode sentar lá fora em uma prancha por eras esperando a onda certa aparecer. Você não pode ficar bravo com isso. Você sabe que isso vai acontecer eventualmente e você começa a entender que a espera em si pode ser parte disso."

### Instrumentos
Yorke é um multi-instrumentista e toca instrumentos como guitarra, piano, baixo e bateria. Ele tocou bateria em apresentações da música "Bangers and Mash" do Radiohead de 2007. Com o Smile, Yorke usou um baixo Fender Mustang com uma técnica fingerstyle. Yorke usa instrumentos eletrônicos como sintetizadores, baterias eletrônicas e sequenciadores, e técnicas eletrônicas incluindo programação, sampling e loop. Em 2015, ele disse: "Na verdade, eu só gosto de escrever palavras sentado em um piano. Eu tendo a perder o interesse na bateria eletrônica." De acordo com Godrich, "Thom vai sentar e fazer uma loucura, um ralador de queijo quebrado na cabeça em um computador, mas em algum momento ele sempre pega sua guitarra para verificar se ele realmente consegue tocá-la."
Ao contrário de Greenwood, Yorke não lê partituras. Ele disse: "Você não pode expressar os ritmos corretamente assim. É uma maneira muito ineficaz de fazer isso, então eu nunca me preocupei em aprender." Explicando por que ele recusou um convite para tocar piano na música "Mr. Bellamy" no álbum Memory Almost Full (2007) de Paul McCartney, Yorke disse: "Tocar piano envolvia duas mãos fazendo as coisas separadamente. Eu não tenho essa habilidade disponível. Eu disse a ele: 'Eu dedilho piano, é isso.'"

### Vocais
Yorke tem uma das maiores extensões vocais da música popular. Ele é conhecido por seu falsete, que Paste descreveu como "doce", "cauteloso" e "assombroso". A Rolling Stone descreveu sua voz como uma "ampla e emotiva varredura" com um "som alto e agudo". O The Guardian descreveu-a como "semelhante a um instrumento" e "espectral", e escreveu que "transcende a postura egocêntrica do estereótipo do cantor de indie rock". O jornalista musical Robert Christgau escreveu que a voz de Yorke tem "uma intensidade dolorida e transportada, pura no topo com toques de coragem histérica abaixo ... Carregado e egocêntrico, sem tempo para piadas, não assexuado, mas ocupado de outra forma, e nunca comum, esta é a voz idealizada de um universitário pretensioso ... Goste ou não, a voz é notável."
Yorke frequentemente manipula sua voz com software e efeitos, transformando-a em um "instrumento desencarnado". Por exemplo, em "Everything in Its Right Place" (2000), seus vocais são tratados para criar uma "colagem falha e gaguejante". A Pitchfork escreveu em 2016 que, ao longo das décadas, a voz de Yorke evoluiu de "alternativo semi-interessante" para "semideus do art-rock de campo esquerdo" para "grande mago eletrônico".  Em 2006, Yorke disse: "Me irrita o quão bonita é minha voz. Isso soa incrivelmente imodesto, mas me irrita o quão educado pode soar quando talvez o que estou cantando seja profundamente ácido." Ele disse que mantém os vocais em mente sempre que constrói música, não importa o gênero, e que achou difícil ouvir dance music sem imaginar uma voz. Em 2023, Yorke disse que seu alcance vocal havia diminuído com a idade e que agora ele achava "Creep" difícil de cantar.
Em 2005, leitores do Blender e da MTV2 votaram em Yorke como o 18º maior cantor de todos os tempos. Em 2010, a Rolling Stone o classificou como o 66º maior e escreveu que ele foi um dos cantores mais influentes de sua geração, influenciando bandas como Muse, Coldplay, Travis e Elbow. Em sua lista atualizada de 2023, a Rolling Stone classificou Yorke como o 34º maior cantor, elogiando sua "genuína ponta de alienação".

### Influências
Quando criança, os artistas favoritos de Yorke incluíam Queen, R.E.M., Siouxsie and the Banshees, Joy Division e Bob Dylan. Ele inicialmente tentou imitar cantores como Michael Stipe, Morrissey e David Sylvian. Ele também escreveu que Mark Mulcahy do Miracle Legion o afetou "muito" nessa época: "Era a voz de alguém que só ficava realmente feliz quando cantava... Mudou a maneira como eu pensava sobre canções e canto."
Quando tinha 16 anos, Yorke enviou uma demo para uma revista de música, que escreveu que ele soava como Neil Young. Desconhecendo Young, Yorke comprou seu álbum de 1970 After the Gold Rush, que lhe deu a confiança para revelar "suavidade e ingenuidade" nos vocais. Yorke também creditou Young como uma influência lírica.

## Vida pessoal
Durante 23 anos, Yorke teve um relacionamento com a artista e professora Rachel Owen, que conheceu enquanto estudava na Universidade de Exeter. Em 2012, a Rolling Stone relatou que Owen e Yorke não eram casados. No entanto, o The Times descobriu mais tarde que eles se casaram em uma cerimônia secreta em Oxfordshire em maio de 2003. Seu filho, Noah, nasceu em 2001, e sua filha, Agnes, em 2004.
Em agosto de 2015, Yorke e Owen anunciaram que haviam se separado amigavelmente. Owen morreu de câncer em 18 de dezembro de 2016, aos 48 anos. Em setembro de 2020, Yorke se casou com a atriz italiana Dajana Roncione em Bagheria, Sicília. Roncione aparece no vídeo da música "Lift" do Radiohead e no filme Anima. Eles moram em Oxford.
No álbum da trilha sonora de Yorke de 2018, Suspiria, seu filho, Noah, tocou bateria em duas faixas e sua filha, Agnes, colaborou na arte. Em setembro de 2021, Noah lançou uma música, "Trying Too Hard (Lullaby)". A NME comparou seu arranjo "fantasmagórico" ao álbum In Rainbows do Radiohead. Desde então, Noah lançou várias outras músicas, e se apresenta com James Knott como a dupla de ruído Hex Girlfriend. O irmão mais novo e único irmão de Yorke, Andy, é o cantor da banda Unbelievable Truth.
Yorke pratica meditação. Em 2004, ele disse que havia "se envolvido" com o budismo. Ele sofria de ansiedade e depressão, que trata com exercícios, ioga e leitura. Enquanto gravava na Califórnia com o Atoms for Peace, Yorke começou a surfar, o que ele disse que lhe ensinou paciência na criatividade. Em 2023, uma espécie extinta de arraia foi nomeada Dasyomyliobatis thomyorkei em sua homenagem.

## Discografia

### Radiohead
- Pablo Honey (1993)
- The Bends (1995)
- OK Computer (1997)
- Kid A (2000)
- Amnesiac (2001)
- Hail to the Thief (2003)
- In Rainbows (2007)
- The King of Limbs (2011)
- A Moon Shaped Pool (2016)

### Solo
- The Eraser (2006)
- Tomorrow's Modern Boxes (2014)
- Anima (2019)

### Atoms for Peace
- Amok (2013)

### The Smile
- A Light for Attracting Attention (2022)
- Wall of Eyes (2024)
- Cutouts (2024)